# 卢格维尼
卢格维尼（Simeon Lingwen，1430年代—1360年代) 是立陶宛大公阿尔吉尔达斯的儿子，也是大诺夫哥罗德共和国(1389–1392, 1406–1411) 的统治者。1380年，他在当时立陶宛东部（现为白俄罗斯）的姆斯特西斯瓦夫附近的姆斯齊斯拉夫建立了安息修道院。 